# كونستانس هافن
كونستانس هافن (بالإنجليزية: Constance Heaven)‏ (6 أغسطس 1911، لندن في المملكة المتحدة - 1995)؛ كاتِبة وروائية بريطانية. درست في كلية الملك في لندن.

## روابط خارجية
- كونستانس هافن على موقع IMDb (الإنجليزية)